# Milan Associazione Calcio 1988-1989
Questa voce raccoglie le informazioni riguardanti il Milan Associazione Calcio nelle competizioni ufficiali della stagione 1988-1989.

## Stagione
Il calciomercato porta poche novità nella squadra campione d'Italia in carica: cambiano il secondo e il terzo portiere alle spalle del titolare Giovanni Galli e, a seguito della possibilità di tesserare 3 stranieri invece di 2, arriva l'olandese Frank Rijkaard che si aggiunge agli altri due connazionali già presenti in rosa, Gullit e van Basten, freschi vincitori del titolo europeo con la Nazionale Orange. A quasi quarant'anni di distanza dal Gre-No-Li si forma così un altro trio milanista di campioni stranieri. Nel dicembre 1988, Marco van Basten vince il Pallone d'oro, precedendo nella classifica due suoi compagni: Gullit e Rijkaard.
In Coppa Italia i rossoneri superano il primo turno chiudendo il proprio girone al primo posto con 9 punti grazie alle vittorie con Licata, Pescara, Campobasso e Lazio e al pareggio contro il Messina. Nel secondo turno il Milan ottiene una vittoria contro la Sambenedettese, un pareggio con il Verona e viene battuto dal Torino, terminando così il girone a 3 punti alle spalle dei veronesi (5 punti), che si qualificano ai quarti di finale.

Il Milan atterrato all'aeroporto di Milano-Malpensa dopo la vittoria della Coppa dei Campioni 1988-1989 a Barcellona contro la Steaua Bucarest

In campionato, cominciato nel mese di ottobre dopo le Olimpiadi di Seul e allargato da 16 a 18 squadre, il Milan inizia con 3 vittorie e 2 pareggi nelle prime 5 giornate. Dopo le sconfitte con Atalanta, Napoli e nel derby con l'Inter tra la 6ª e la 9ª giornata, i rossoneri si trovano distanziati di 7 punti dalla vetta, occupata proprio dai cugini nerazzurri. La successiva striscia di 22 risultati utili tra la 13ª e l'ultima giornata (12 vittorie e 10 pareggi) non basta per tenere il passo dell'Inter e i rossoneri chiudono il campionato al 3º posto a 12 punti dai nerazzurri e uno dal Napoli.
In Coppa dei Campioni, dopo aver superato ai sedicesimi il Vitosha Sofia con un complessivo 7-2, nel ritorno del secondo turno contro la Stella Rossa (l'andata a Milano era finita 1-1) sul campo scende una fitta nebbia che induce l'arbitro tedesco Pauly a sospendere a norma di regolamento la partita dopo che, a visibilità già quasi nulla, gli jugoslavi erano passati in vantaggio e Virdis era stato espulso. Da quel momento il Milan inanella una serie di risultati positivi, eliminando nell'ordine la Stella Rossa ai rigori nella ripetizione della gara, il Werder Brema e il Real Madrid. Contro gli spagnoli, dopo una gara di andata giocata al Bernabéu e finita 1-1 con gol di Hugo Sanchez e van Basten, i rossoneri si impongono 5-0 a San Siro sui blancos grazie ai gol di Ancelotti, Rijkaard, Gullit, van Basten e Donadoni.
La finale del 24 maggio 1989 mette di fronte il Diavolo e i rumeni della Steaua Bucarest, già campioni d'Europa nel 1985-1986. L'undici titolare che scende in campo è formato da Giovanni Galli, Mauro Tassotti, Franco Baresi, Alessandro Costacurta, Paolo Maldini, Angelo Colombo, Carlo Ancelotti, Frank Rijkaard, Roberto Donadoni, Ruud Gullit e Marco van Basten. Di fronte ai quasi centomila sostenitori rossoneri accorsi al Camp Nou di Barcellona il Milan sconfigge gli avversari per 4-0: già in vantaggio per 3-0 alla fine del primo tempo grazie alla doppietta di Gullit e a una rete di van Basten, i ragazzi di Sacchi arrotondano il risultato nella seconda frazione di gioco con un altro gol del centravanti olandese (che con 10 reti diventa il miglior marcatore del torneo) e conquistano così la terza Coppa dei Campioni della storia del Milan, a venti anni di distanza dall'ultimo successo nella massima competizione europea. È la terza Coppa dei Campioni vinta dai rossoneri nella propria storia, che vale anche la qualificazione all'edizione successiva; capocannoniere della manifestazione è il rossonero Marco van Basten con 10 gol.

Il capitano rossonero Baresi, tra il patron Berlusconi e il presidente di Lega Nizzola, riceve la Supercoppa italiana 1988 vinta contro la Sampdoria.

Il Milan conclude la stagione vincendo in rimonta la prima edizione della Supercoppa italiana contro la Sampdoria: dopo il gol iniziale blucerchiato di Gianluca Vialli segnano Frank Rijkaard e nel secondo tempo Graziano Mannari e, su rigore, Marco van Basten.

## Divise e sponsor
Lo sponsor tecnico per la stagione 1988-1989 è Kappa, mentre lo sponsor ufficiale è Mediolanum. La divisa è una maglia a strisce verticali della stessa dimensione, rosse e nere, con pantaloncini e calzettoni bianchi. La divisa di riserva è una maglia bianca con una striscia rossa orizzontale sotto la quale vi è un'altra striscia più sottile nera con pantaloncini e calzettoni bianchi. Nella finale di Coppa dei Campioni contro la Steaua Bucarest viene usata una maglia completamente bianca con colletto e bordi delle maniche rossi.
| Casa | Trasferta | Finale CC | 1ª portiere | 2ª portiere | 3ª portiere |

## Organigramma societario
Area direttiva
- Presidente: Silvio Berlusconi
- Amministratore delegato: Adriano Galliani[16]
- Direttori sportivi: Ariedo Braida, Silvano Ramaccioni

Area organizzativa
- Responsabile organizzativo: Paolo Taveggia
- Responsabile ufficio stampa: Guido Susini
- Segretaria: Rina Barbara Ercoli

Area tecnica
- Allenatore: Arrigo Sacchi
- Allenatore in seconda: Italo Galbiati
- Preparatore atletico: Vincenzo Pincolini

Area sanitaria
- Medico sociale: Giovanni Battista Monti
- Massaggiatori: Franco Pagani, Pier Angelo Pagani

## Rosa

Il trio olandese Rijkaard-van Basten-Gullit

| N. |                   | Ruolo | Calciatore                     |
| -- | ----------------- | ----- | ------------------------------ |
|    | Italia (bandiera) | P     | Francesco Antonioli            |
|    | Italia (bandiera) | P     | Giovanni Galli                 |
|    | Italia (bandiera) | P     | Davide Pinato                  |
|    | Italia (bandiera) | D     | Franco Baresi (capitano)       |
|    | Italia (bandiera) | D     | Walter Bianchi                 |
|    | Italia (bandiera) | D     | Alessandro Costacurta          |
|    | Italia (bandiera) | D     | Filippo Galli                  |
|    | Italia (bandiera) | D     | Paolo Maldini                  |
|    | Italia (bandiera) | D     | Roberto Mussi                  |
|    | Italia (bandiera) | D     | Mauro Tassotti (vice capitano) |
|    | Italia (bandiera) | D     | Matteo Villa                   |
|    | Italia (bandiera) | C     | Demetrio Albertini             |
|    | Italia (bandiera) | C     | Carlo Ancelotti                |
|    | Italia (bandiera) | C     | Angelo Colombo                 |

| N. |                        | Ruolo | Calciatore              |
| -- | ---------------------- | ----- | ----------------------- |
|    | Italia (bandiera)      | C     | Roberto Donadoni        |
|    | Italia (bandiera)      | C     | Alberico Evani          |
|    | Italia (bandiera)      | C     | Corrado Giannini        |
|    | Paesi Bassi (bandiera) | C     | Ruud Gullit             |
|    | Italia (bandiera)      | C     | Fabio Lago              |
|    | Italia (bandiera)      | C     | Christian Lantignotti   |
|    | Paesi Bassi (bandiera) | C     | Frank Rijkaard          |
|    | Italia (bandiera)      | C     | Fabio Viviani           |
|    | Italia (bandiera)      | A     | Massimiliano Cappellini |
|    | Italia (bandiera)      | A     | Graziano Mannari        |
|    | Italia (bandiera)      | A     | Daniele Massaro         |
|    | Paesi Bassi (bandiera) | A     | Marco van Basten        |
|    | Italia (bandiera)      | A     | Pietro Paolo Virdis     |

## Calciomercato

### Sessione estiva
| Acquisti | Acquisti            | Acquisti         | Acquisti      |
| R.       | Nome                | da               | Modalità      |
| -------- | ------------------- | ---------------- | ------------- |
| P        | Francesco Antonioli | Monza            | definitivo    |
| P        | Davide Pinato       | Monza            | definitivo    |
| C        | Claudio Borghi      | Como             | fine prestito |
| C        | Frank Rijkaard      | Sporting Lisbona | definitivo    |
| A        | Giuseppe Galderisi  | Lazio            | fine prestito |

| Cessioni | Cessioni            | Cessioni        | Cessioni   |
| R.       | Nome                | a               | Modalità   |
| -------- | ------------------- | --------------- | ---------- |
| P        | Daniele Limonta     | Venezia         | definitivo |
| P        | Giulio Nuciari      | Monza           | definitivo |
| D        | Rufo Emiliano Verga | Parma           | prestito   |
| C        | Claudio Borghi      | Neuchâtel Xamax | definitivo |
| C        | Mario Bortolazzi    | Verona          | definitivo |
| A        | Stefano Borgonovo   | Fiorentina      | prestito   |
| A        | Giuseppe Galderisi  | Verona          | prestito   |

### Sessione autunnale
| Acquisti | Acquisti      | Acquisti | Acquisti   |
| R.       | Nome          | da       | Modalità   |
| -------- | ------------- | -------- | ---------- |
| C        | Fabio Viviani | Como     | definitivo |

| Cessioni | Cessioni        | Cessioni | Cessioni |
| R.       | Nome            | a        | Modalità |
| -------- | --------------- | -------- | -------- |
| A        | Daniele Massaro | Roma     | prestito |

## Risultati

### Serie A

#### Girone di andata
| Arbitro: | Pezzella (Frattamaggiore) |

|                                          |           |  |
| Donadoni 14’ Virdis 78’, 85’, 89’ (rig.) | Marcatori |  |

| Arbitro: | Pairetto (Torino) |

|           |           |                                         |
| Edmar 82’ | Marcatori | 30’ Virdis 63’ Van Basten 70’ Ancelotti |

| Milano 23 ottobre 1988 3ª giornata | Milan              | 0 – 0 referto | Lazio | Stadio Giuseppe Meazza (72 507 spett.)\| Arbitro: \| Sguizzato (Verona) \| |
| Arbitro:                           | Sguizzato (Verona) |               |       |                                                                            |

| Torino 30 ottobre 1988 4ª giornata | Juventus                     | 0 – 0 referto | Milan | Stadio Comunale Vittorio Pozzo (47 284 spett.)\| Arbitro: \| Agnolin (Bassano del Grappa) \| |
| Arbitro:                           | Agnolin (Bassano del Grappa) |               |       |                                                                                              |

| Arbitro: | Lanese (Messina) |

|              |           |                             |
| Caniggia 67’ | Marcatori | 23’ Gullit 80’ (aut.) Soldà |

| Arbitro: | Pairetto (Nichelino) |

|              |           |                                |
| Rijkaard 78’ | Marcatori | 75’ (aut.) Baresi 90’ Bonacina |

| Arbitro: | Agnolin (Bassano del Grappa) |

|                                           |           |                   |
| Maradona 42’ Careca 45’, 78’ Francini 48’ | Marcatori | 65’ (rig.) Virdis |

| Arbitro: | Di Cola (Avezzano) |

|                                           |           |  |
| Righetti 11’ (aut.) Van Basten 68’ (rig.) | Marcatori |  |

| Arbitro: | D'Elia (Salerno) |

|  |           |            |
|  | Marcatori | 26’ Serena |

| Arbitro: | Longhi (Roma) |

|                 |           |                    |
| Müller 38’, 83’ | Marcatori | 6’, 89’ Van Basten |

| Milano 31 dicembre 1988 11ª giornata | Milan               | 0 – 0 referto | Sampdoria | Stadio Giuseppe Meazza (72 371 spett.)\| Arbitro: \| Lo Bello (Siracusa) \| |
| Arbitro:                             | Lo Bello (Siracusa) |               |           |                                                                             |

| Arbitro: | Pezzella (Frattamaggiore) |

|               |           |  |
| Holmqvist 69’ | Marcatori |  |

| Arbitro: | Di Cola (Avezzano) |

|                                                                |           |  |
| Van Basten 3’ Gullit 60’ Virdis 75’ (rig.) Maccoppi 79’ (aut.) | Marcatori |  |

| Arbitro: | Lanese (Messina) |

|            |           |                                       |
| Völler 11’ | Marcatori | 7’ Tassotti 30’ Van Basten 79’ Virdis |

| Milano 29 gennaio 1989 15ª giornata | Milan            | 0 – 0 referto | Pisa | Stadio Giuseppe Meazza (72 311 spett.)\| Arbitro: \| Paparesta (Bari) \| |
| Arbitro:                            | Paparesta (Bari) |               |      |                                                                          |

| Arbitro: | Pairetto (Torino) |

|  |           |                            |
|  | Marcatori | 37’, 67’ (rig.) Van Basten |

| Arbitro: | Amendolia (Messina) |

|                       |           |                   |
| Van Basten 72’ (rig.) | Marcatori | 90’ (aut.) Baresi |

#### Girone di ritorno
| Arbitro: | Pezzella (Frattamaggiore) |

|  |           |                           |
|  | Marcatori | 45’ Colombo 78’ Ancelotti |

| Arbitro: | Quartuccio (Torre Annunziata) |

|                                                                   |           |          |
| Virdis 19’, 82’ Rijkaard 50’ Gullit 65’, 67’ Gasperini 85’ (aut.) | Marcatori | 49’ Tita |

| Arbitro: | Agnolin (Bassano del Grappa) |

|                       |           |                |
| Ruben Sosa 35’ (rig.) | Marcatori | 24’ Van Basten |

| Arbitro: | D'Elia (Salerno) |

|                                                |           |  |
| Tricella 12’ (aut.) Evani 14’ Mannari 69’, 86’ | Marcatori |  |

| Arbitro: | Luci (Firenze) |

|            |           |             |
| Gullit 17’ | Marcatori | 15’ Pacione |

| Arbitro: | Di Cola (Avezzano) |

|             |           |                        |
| Nicolini 4’ | Marcatori | 14’ Evani 60’ Rijkaard |

| Milano 9 aprile 1989 24ª giornata | Milan             | 0 – 0 referto | Napoli | Stadio Giuseppe Meazza (72 949 spett.)\| Arbitro: \| Pairetto (Torino) \| |
| Arbitro:                          | Pairetto (Torino) |               |        |                                                                           |

| Arbitro: | Pezzella (Frattamaggiore) |

|              |           |            |
| Benedetti 5’ | Marcatori | 26’ Virdis |

| Milano 30 aprile 1989 26ª giornata | Inter           | 0 – 0 referto | Milan | Stadio Giuseppe Meazza (69 853 spett.)\| Arbitro: \| Magni (Bergamo) \| |
| Arbitro:                           | Magni (Bergamo) |               |       |                                                                         |

| Arbitro: | Lo Bello (Siracusa) |

|                            |           |               |
| Colombo 47’ Van Basten 74’ | Marcatori | 89’ Bresciani |

| Arbitro: | Longhi (Roma) |

|          |           |              |
| Pari 36’ | Marcatori | 45’ Rijkaard |

| Milano 20 maggio 1989 29ª giornata | Milan               | 0 – 0 referto | Cesena | Stadio Giuseppe Meazza (70 258 spett.)\| Arbitro: \| Amendolia (Messina) \| |
| Arbitro:                           | Amendolia (Messina) |               |        |                                                                             |

| Arbitro: | Pezzella (Frattamaggiore) |

|           |           |            |
| Annoni 6’ | Marcatori | 13’ Baresi |

| Arbitro: | Nicchi (Arezzo) |

|                                                              |           |             |
| Tassotti 3’ Tempestilli 53’ (aut.) Van Basten 56’ Baresi 83’ | Marcatori | 41’ Massaro |

| Arbitro: | Beschin (Legnano) |

|  |           |                     |
|  | Marcatori | 33’, 50’ Van Basten |

| Arbitro: | Baldas (Trieste) |

|                                                       |           |                |
| Evani 11’ Van Basten 15’, 23’, 55’ Benetti 88’ (aut.) | Marcatori | 76’ Casagrande |

| Arbitro: | Ceccarini (Livorno) |

|               |           |                                                   |
| Marronaro 59’ | Marcatori | 3’ Mannari 36’, 87’ (rig.) Van Basten 76’ Colombo |

### Coppa Italia

#### Prima fase 3º girone
| Arbitro: | Felicani (Bologna) |

|                         |           |  |
| Virdis 29’ Donadoni 57’ | Marcatori |  |

| Arbitro: | Paparesta (Bari) |

|               |           |                |
| Pierleoni 48’ | Marcatori | 45’ Van Basten |

| Arbitro: | Lo Bello (Siracusa) |

|           |           |                     |
| Zanone 1’ | Marcatori | 54’, 64’ Van Basten |

| Arbitro: | Baldas (Trieste) |

|          |           |                             |
| Moro 71’ | Marcatori | 26’ Mannari 48’, 56’ Gullit |

| Arbitro: | D'Elia (Salerno) |

|                            |           |             |
| Mannari 11’ Cappellini 28’ | Marcatori | 42’ Rizzolo |

#### Seconda fase 1º girone
| Arbitro: | Paparesta (Bari) |

|  |           |                            |
|  | Marcatori | 8’, 75’ Mannari 25’ Baresi |

| Arbitro: | Longhi (Roma) |

|                   |           |              |
| Baresi 41’ (rig.) | Marcatori | 36’ Caniggia |

| Arbitro: | Lo Bello (Siracusa) |

|                      |           |  |
| Bresciani 28’ (rig.) | Marcatori |  |

### Coppa dei Campioni

#### Fase a eliminazione diretta
| Arbitro: | Germanakos |

|  |           |                       |
|  | Marcatori | 18’ Virdis 75’ Gullit |

| Arbitro: | Worrall |

|                                         |           |                     |
| Van Basten 3’, 12’, 42’, 83’ Virdis 63’ | Marcatori | 29’ Načev 73’ Iliev |

| Arbitro: | Kirschen |

|            |           |               |
| Virdis 48’ | Marcatori | 47’ Stojković |

| Arbitro: | Pauly |

|                                       |                      |                                  |
| Stojković 39’                         | Marcatori            | 35’ Van Basten                   |
| Stojković Prosinečki Savićević Mrkela | Tiri di rigore 2 – 4 | Baresi Van Basten Evani Rijkaard |

| Brema 1º marzo 1989 Quarti di finale - Andata | Werder Brema    | 0 – 0 referto | Milan | Weserstadion (39 500 spett.)\| Arbitro: \| Rosa dos Santos \| |
| Arbitro:                                      | Rosa dos Santos |               |       |                                                               |

| Arbitro: | Smith |

|                       |           |  |
| Van Basten 32’ (rig.) | Marcatori |  |

| Arbitro: | Fredriksson |

|             |           |                |
| Sánchez 41’ | Marcatori | 77’ Van Basten |

| Arbitro: | Ponnet |

|                                                                   |           |  |
| Ancelotti 17’ Rijkaard 24’ Gullit 45’ Van Basten 49’ Donadoni 60’ | Marcatori |  |

| Arbitro: | Tritschler |

|                                     |           |  |
| Gullit 18’, 38’ Van Basten 28’, 46’ | Marcatori |  |

### Supercoppa italiana
| Arbitro: | D'Elia (Salerno) |

|                                                |           |            |
| Rijkaard 18’ Mannari 72’ Van Basten 90’ (rig.) | Marcatori | 14’ Vialli |

## Statistiche

### Statistiche di squadra
| Competizione        | Punti | In casa | In casa | In casa | In casa | In casa | In casa | In trasferta | In trasferta | In trasferta | In trasferta | In trasferta | In trasferta | Totale | Totale | Totale | Totale | Totale | Totale | DR  |
| Competizione        | Punti | G       | V       | N       | P       | Gf      | Gs      | G            | V            | N            | P            | Gf           | Gs           | G      | V      | N      | P      | Gf     | Gs     | DR  |
| ------------------- | ----- | ------- | ------- | ------- | ------- | ------- | ------- | ------------ | ------------ | ------------ | ------------ | ------------ | ------------ | ------ | ------ | ------ | ------ | ------ | ------ | --- |
| Serie A             | 46    | 17      | 8       | 7       | 2       | 34      | 9       | 17           | 8            | 7            | 2            | 27           | 16           | 34     | 16     | 14     | 4      | 61     | 25     | +36 |
| Coppa Italia        | -     | 3       | 2       | 1       | 0       | 5       | 2       | 5            | 3            | 1            | 1            | 9            | 4            | 8      | 5      | 2      | 1      | 14     | 6      | +8  |
| Coppa dei Campioni  | -     | 4       | 3       | 1       | 0       | 12      | 3       | 4            | 1            | 3            | 0            | 4            | 2            | 9      | 5      | 4      | 0      | 20     | 5      | +15 |
| Supercoppa italiana | -     | 1       | 1       | 0       | 0       | 3       | 1       | -            | -            | -            | -            | -            | -            | 1      | 1      | 0      | 0      | 3      | 1      | +2  |
| Totale              | -     | 25      | 14      | 9       | 2       | 54      | 15      | 26           | 12           | 11           | 3            | 40           | 22           | 52     | 27     | 20     | 5      | 98     | 37     | +61 |

### Statistiche dei giocatori
| Giocatore      | Serie A  | Serie A | Serie A     | Serie A    | Coppa Italia | Coppa Italia | Coppa Italia | Coppa Italia | Coppa dei Campioni | Coppa dei Campioni | Coppa dei Campioni | Coppa dei Campioni | Supercoppa italiana | Supercoppa italiana | Supercoppa italiana | Supercoppa italiana | Totale   | Totale | Totale      | Totale     |
| Giocatore      | Presenze | Reti    | Ammonizioni | Espulsioni | Presenze     | Reti         | Ammonizioni  | Espulsioni   | Presenze           | Reti               | Ammonizioni        | Espulsioni         | Presenze            | Reti                | Ammonizioni         | Espulsioni          | Presenze | Reti   | Ammonizioni | Espulsioni |
| -------------- | -------- | ------- | ----------- | ---------- | ------------ | ------------ | ------------ | ------------ | ------------------ | ------------------ | ------------------ | ------------------ | ------------------- | ------------------- | ------------------- | ------------------- | -------- | ------ | ----------- | ---------- |
| D. Albertini   | 1        | 0       | ?           | ?          | 0            | 0            | 0            | 0            | 0                  | 0                  | 0                  | 0                  | 0                   | 0                   | 0                   | 0                   | 1        | 0      | 0+          | 0+         |
| C. Ancelotti   | 28       | 2       | ?           | ?          | 2            | 0            | ?            | ?            | 7                  | 1                  | ?                  | ?                  | 1                   | 0                   | ?                   | ?                   | 38       | 3      | ?           | ?          |
| F. Antonioli   | 0        | -0      | 0           | 0          | 1            | -1           | ?            | ?            | 0                  | -0                 | 0                  | 0                  | 0                   | -0                  | 0                   | 0                   | 1        | -1     | 0+          | 0+         |
| F. Baresi      | 33       | 2       | ?           | ?          | 8            | 2            | ?            | ?            | 8                  | 0                  | ?                  | ?                  | 1                   | 0                   | ?                   | ?                   | 50       | 4      | ?           | ?          |
| W. Bianchi     | 2        | 0       | ?           | ?          | 7            | 0            | ?            | ?            | 0                  | 0                  | 0                  | 0                  | 0                   | 0                   | 0                   | 0                   | 9        | 0      | 0+          | 0+         |
| M. Cappellini  | 3        | 0       | ?           | ?          | 5            | 1            | ?            | ?            | 2                  | 0                  | ?                  | ?                  | 0                   | 0                   | 0                   | 0                   | 10       | 1      | 0+          | 0+         |
| A. Colombo     | 30       | 3       | ?           | ?          | 5            | 0            | ?            | ?            | 9                  | 0                  | ?                  | ?                  | 1                   | 0                   | ?                   | ?                   | 45       | 3      | ?           | ?          |
| A. Costacurta  | 26       | 0       | ?           | ?          | 7            | 0            | ?            | ?            | 7                  | 0                  | ?                  | ?                  | 1                   | 0                   | ?                   | ?                   | 41       | 0      | ?           | ?          |
| R. Donadoni    | 21       | 1       | ?           | ?          | 7            | 1            | ?            | ?            | 9                  | 1                  | ?                  | ?                  | 0                   | 0                   | 0                   | 0                   | 37       | 3      | 0+          | 0+         |
| A. Evani       | 30       | 3       | ?           | ?          | 3            | 0            | ?            | ?            | 5                  | 0                  | ?                  | ?                  | 1                   | 0                   | ?                   | ?                   | 39       | 3      | ?           | ?          |
| F. Galli       | 10       | 0       | ?           | ?          | 4            | 0            | ?            | ?            | 4                  | 0                  | ?                  | ?                  | 1                   | 0                   | ?                   | ?                   | 19       | 0      | ?           | ?          |
| G. Galli       | 32       | -23     | ?           | ?          | 6            | -4           | ?            | ?            | 9                  | -5                 | ?                  | ?                  | 1                   | -1                  | ?                   | ?                   | 48       | -33    | ?           | ?          |
| C. Giannini    | 0        | 0       | 0           | 0          | 1            | 0            | ?            | ?            | 0                  | 0                  | 0                  | 0                  | 0                   | 0                   | 0                   | 0                   | 1        | 0      | 0+          | 0+         |
| R. Gullit      | 19       | 5       | ?           | ?          | 1            | 2            | ?            | ?            | 8                  | 4                  | ?                  | ?                  | 0                   | 0                   | 0                   | 0                   | 28       | 11     | 0+          | 0+         |
| F. Lago        | 0        | 0       | 0           | 0          | 2            | 0            | ?            | ?            | 0                  | 0                  | 0                  | 0                  | 0                   | 0                   | 0                   | 0                   | 2        | 0      | 0+          | 0+         |
| C. Lantignotti | 8        | 0       | ?           | ?          | 3            | 0            | ?            | ?            | 1                  | 0                  | ?                  | ?                  | 1                   | 0                   | ?                   | ?                   | 13       | 0      | ?           | ?          |
| P. Maldini     | 26       | 0       | ?           | ?          | 7            | 0            | ?            | ?            | 7                  | 0                  | ?                  | ?                  | 0                   | 0                   | 0                   | 0                   | 40       | 0      | 0+          | 0+         |
| G. Mannari     | 17       | 3       | ?           | ?          | 4            | 4            | ?            | ?            | 1                  | 0                  | ?                  | ?                  | 1                   | 1                   | ?                   | ?                   | 23       | 8      | ?           | ?          |
| D. Massaro     | 0        | 0       | 0           | 0          | 5            | 0            | ?            | ?            | 0                  | 0                  | 0                  | 0                  | 0                   | 0                   | 0                   | 0                   | 5        | 0      | 0+          | 0+         |
| R. Mussi       | 19       | 0       | ?           | ?          | 6            | 0            | ?            | ?            | 3                  | 0                  | ?                  | ?                  | 1                   | 0                   | ?                   | ?                   | 29       | 0      | ?           | ?          |
| D. Pinato      | 2        | -2      | ?           | ?          | 2            | -1           | ?            | ?            | 0                  | -0                 | 0                  | 0                  | 0                   | -0                  | 0                   | 0                   | 4        | -3     | 0+          | 0+         |
| F. Rijkaard    | 31       | 4       | ?           | ?          | 6            | 0            | ?            | ?            | 9                  | 1                  | ?                  | ?                  | 1                   | 1                   | ?                   | ?                   | 47       | 6      | ?           | ?          |
| M. Tassotti    | 30       | 2       | ?           | ?          | 3            | 0            | ?            | ?            | 9                  | 0                  | ?                  | ?                  | 1                   | 0                   | ?                   | ?                   | 43       | 2      | ?           | ?          |
| M. van Basten  | 33       | 19      | ?           | ?          | 4            | 3            | ?            | ?            | 9                  | 10                 | ?                  | ?                  | 1                   | 1                   | ?                   | ?                   | 47       | 33     | ?           | ?          |
| M. Villa       | 0        | 0       | 0           | 0          | 1            | 0            | ?            | ?            | 0                  | 0                  | 0                  | 0                  | 0                   | 0                   | 0                   | 0                   | 1        | 0      | 0+          | 0+         |
| P.P. Virdis    | 26       | 10      | ?           | ?          | 3            | 1            | ?            | ?            | 6                  | 3                  | ?                  | ?                  | 0                   | 0                   | 0                   | 0                   | 35       | 14     | 0+          | 0+         |
| F. Viviani     | 6        | 0       | ?           | ?          | 2            | 0            | ?            | ?            | 0                  | 0                  | 0                  | 0                  | 0                   | 0                   | 0                   | 0                   | 8        | 0      | 0+          | 0+         |

Fonti: 